# Cinquena columna
La Cinquena o Quinta columna és una part de la població d'una ciutat o país -generalment minoritària- que conspira en la clandestinitat contra el govern vigent i a favor d'un poder exterior -generalment estranger.
L'expressió «Quinta columna» s'atribueix al general Emilio Mola, en referir-se en una locució radiofònica de 1936 a l'avanç de les tropes sublevades a la guerra civil espanyola cap a Madrid. El general va comentar que, mentre sota el seu comandament quatre columnes es dirigien cap a la capital (una que avançava des de Toledo; una altra, per la carretera d'Extremadura; una altra per la Sierra; i la de Sigüenza), n'hi havia una cinquena formada pels simpatitzants del Cop d'Estat que, dins de la capital, treballaven clandestinament en pro de la victòria del bàndol colpista.1 Segons altres autors, com Mijail Koltsov, corresponsal del diari moscovita Pravda i enviat personal de Stalin a Espanya, va ser el general José Enrique Varela qui va pronunciar la frase.2
L'expressió es fa servir des d'aleshores per a designar, en una situació de confrontació bèl·lica, a un sector de la població que manté certes lleialtats (reals o percebudes) cap al bàndol enemic, per motius religiosos, econòmics, ideològics i/o ètnics. Aquesta característica fa que es vegi la quinta columna com un conjunt de persones potencialment deslleials a la comunitat en què viuen i susceptibles de col·laborar de diferents maneres amb l'enemic.
Aquesta idea i expressió va passar seguidament a totes les guerres posteriors, com a la Segona Guerra Mundial, i es va anomenar així als francesos que, tot i residir dins de França, esperaven el 1940 el triomf de l'Alemanya nazi. Aquest terme es va estendre a Holanda i Noruega per als ciutadans que mostraven més simpatia i lleialtat cap al Tercer Reich que cap als seus dirigents, i donaven suport a la invasió dels seus països d'origen. De la mateixa manera, simpatitzants de l'Eix consideraven els partisans que combatien clandestinament al feixisme en els seus propis països com una cinquena columna.
Els membres de la cinquena columna reben l'apel·latiu de "quintacolumnistes".